# Шуміліха
Шумілі́ха (рос. Шумилиха) — село у складі Ребріхинського району Алтайського краю, Росія. Входить до складу Ребріхинської сільської ради.

## Населення
Населення — 565 осіб (2010; 699 у 2002).
Національний склад (станом на 2002 рік):
- росіяни — 94 %